# Егелеев, Акмурад
Акмурад Егелеев (туркм. Akmyrat Ýegeleýew) — туркменский государственный деятель, заместитель Председателя Кабинета министров Туркмении в 2012 — 2013 годах.

## Биография
Родился в 1961 году в селе Кипчак Ашхабадского района Ашхабадской области.
В 1984 г. окончил Туркменский государственный университет, по специальности — географ. Работал преподавателем географии средней школы № 4 села Херрикгала Рухабатского этрапа, ответственным секретарем Безмеинской городской организации общества «Знание» и на других должностях.
С 2005 по 2009 годы Егелеев работал в объединении «Туркменгазупджунчилик» в должностях заместителя начальника производственно-технического отдела, заместителя генерального директора, главного инженера. С 12 октября 2009 года —занимал должность председателя Туркменнефтегазстроя (государственного концерна «Туркменнебитгазгурлушык»), а с 6 января 2012 года — председатель Государственного концерна «Туркменгаз».
21 февраля 2012 года Егелеев был назначен заместителем Председателя Кабинета министров Туркмении по строительству, также курировал промышленность и энергетику. Отвечал за строительство туристического комплекса «Аваза», детских оздоровительных комплексов в районе Гёкдере, Олимпийского городка для Азиатских игр по боевым искусствам и состязаниям в помещениях, прошедшим в 2017 году в Ашхабаде, автомагистрали между городами Ашхабад и Туркменбашы, газотурбинной электростанции «Гуртлы» в Рухабадском этрапе Ахалского велаята, системы селеотводов у Ашхабада, а также 12-й очереди застройки жилого массива столицы Туркмении.
В апреле 2012 года был назначен сопредседателем туркмено-французской межправительственной комиссии по экономическому сотрудничеству.
2 января 2013 года Егелеев был назначен заместителем председателя Государственной комиссии Туркменистана по чрезвычайным ситуациям и занимал эту должность до 20 сентября 2013 года, когда он был уволен со всех должностей.
С 11 января 2013 года президентом Туркмении изменены отрасли, которые курировал Егелеев: он стал заместителем Председателя Кабинета министров Туркмении по вопросам транспорта и связи. Курировал строительство туркменского участка железной дороги «Туркменистан — Афганистан — Таджикистан», развитие в стране Интернета, строительство волоконно-оптической линии связи между Туркменией и Казахстаном.
24 января 2013 года на Акмурада Егелеева были дополнительно возложены обязанности куратора Лебапского велаята.
20 сентября 2013 года Егелеев был уволен со всех постов с формулировкой «за серьёзные недостатки, допущенные в работе, и использование должностных обязанностей в личных интересах». Президент Г. М. Бердымухамедов обвинил Егелеева в многочисленных проблемах в деятельности министерств и предприятий, находящихся в его зоне ответственности. Однако, по информации ряда негосударственных СМИ, реальной причиной его отставки стало обвинение президентом в получении взятки в 600 тысяч долларов от хякима Сердарабатского этрапа Лебапского велаята Ч. Овезова, рассчитывавшего таким образом получить должность хякима Лебапского велаята. Об уголовном преследовании А. Егелеева не сообщалось.
Награждён юбилейной медалью «20 лет Независимости Туркменистана».